# Muriel Beser Hugosson
Muriel Beser Hugosson, född 1969, är rektor för Högskolan i Skövde sedan den 1 januari 2023.
Hennes företrädare på posten var Lars Niklasson. 
Muriel Beser Hugosson har varit verksam vid  Kungliga Tekniska Högskolan, KTH , där hennes forskning har fokuserat på att utveckla avancerade transportmodelleringsverktyg för att utvärdera och förbättra transportpolitiken. Hon har haft ett särskilt intresse för att kvalitetssäkra prognosprocesser, med forskningsområden som spänner över transportbehovsmodellering, datainsamling, hållbar utveckling, bilparks- och bilägandemodeller, förnybara bränslen samt metoder för värdering. Syftet med hennes forskning är att skapa mer träffsäkra och hållbara transportlösningar för framtiden.
Hennes doktorsavhandling heter "Issues in Estimation and Application of Long Distance Travel Demand Models" och lades fram vid KTH år 2003.
Bland Beser Hugossons publikationer kan nämnas "The choice of new private and benefit cars vs. climate and transportation policy in Sweden" och "Car fleet policy evaluation: The case of bonus-malus schemes in Sweden".
Från 2016 var Muriel Beser Hugosson chef för Skolan för arkitektur och samhällsbyggnad (ABE) på KTH. I december 2021 förlängdes hennes förordnande som skolchef för ytterligare en fyraårsperiod. Muriel Beser Hugosson utnämndes till professor vid Kungliga Tekniska Högskolan (KTH) i mars 2022. Utnämnandet väckte kritik då tillsättningen gjordes genom ett kallelseförfarande som kringgår en vanlig öppen rekryteringsprocess. Att använda detta snabbspår var anmärkningsvärt då Beser Hugosson själv var chef för Skolan för arkitektur och samhällsbyggnad där tjänsten skulle tillsättas. Vidare gjordes inget sakkunnigutlåtande om Beser Hugossons vetenskapliga meriter. En utredning på uppdrag av KTH utförd av juristen Mia Rönnmar fastslog att det aktuella kallelseförfarandet till professuren stred mot regleringen i högskoleförordningen. Ärendet anmäldes till Universitetskanslersämbetet vilka riktade skarp kritik mot KTH för utnämnandet. Beser Hugosson utsågs till ny rektor för Högskolan i Skövde den 15 september 2022 och tillträdde detta uppdrag den 1 januari 2023 .